# Burg Esesfeld
Die Burg Esesfeld (oder Esesfelth, auch Esesfeldburg) ist eine abgegangene Ringwallburg, die im Jahr 809 auf Befehl Kaiser Karls des Großen an der Stör errichtet wurde. Die Herkunft ihres Namens ist nicht eindeutig geklärt. Sie ist – anders als noch bis in die zweite Hälfte des 20. Jahrhunderts angenommen – nicht identisch mit der innerhalb der Störschleife angelegten Burg Itzehoe, die erst um das Jahr 1000 unter den Billungerherzögen gebaut wurde.

## Geschichte
Die Burg Esesfeld war den Quellen nach die erste fränkische Befestigung, die noch vor der Hammaburg nördlich der Elbe entstand. Am Standort der Burg befand sich allerdings schon vor der fränkischen Eroberung Nordelbiens eine ältere sächsische Befestigungsanlage aus dem 7. Jahrhundert. Befehligt wurde die in Esesfelth angesiedelte Besatzungsmannschaft vom sächsischen Grafen Egbert. Militärisch und politisch gesehen fungierte sie als Grenzfestung des fränkischen Reichs in Nordalbingien, welches Karl noch 804 an die Abodriten übergeben hatte. Da diese Entscheidung nach dem Tod ihres Samtherrschers Drasco 810 wieder rückgängig gemacht wurde, ist die Gründung der Burg entweder noch als Unterstützung der mit den Franken verbündeten Abodriten zu sehen, oder schon der erste Schritt, den nordelbischen Raum bis zur Eider unmittelbar unter fränkische Herrschaft zu stellen. Gemeinsam mit der Hammaburg schufen die beiden Befestigungen weitere Voraussetzungen für eine Missionierung des Gebietes nördlich der Elbe. Esesfeld kam nach dem Bau des Klosters Welanao im Jahre 822/823 die Zentrale Rolle für die Missionierungsbestrebungen der Franken in Nordelbien zu. Erst durch Ludwig dem Frommen wurde diese Rolle ein Jahrzehnt später auf Hamburg übertragen. Ebenfalls im 9. Jahrhundert entstand in der Nähe eine Kirche, deren Nachfolgerin die St.-Marien-Kirche zu Heiligenstedten ist.
Im Übergangsbereich zwischen Geest und Marsch auf einem Geestvorsprung an der Oldenburgskuhle am heutigen Westrand Itzehoes zu Heiligenstedten gelegen, befand sich die Befestigung verkehrsgeographisch am südwestlichen Endpunkt des Ochsenweges, des ganz Jütland und das heutige Schleswig-Holstein durchziehenden Heeres- und Handelsweges, sowie am später als Lübsche Trade bekannten Handelsweg. Gleichzeitig beherrschte sie auf nördlicher Seite die über die Elbe verlaufende Verbindung nach Stade über die Flüsse Stör–Elbe–Schwinge. Diese strategisch günstige Lage erklärt die zentrale Funktion der Burg in der Pufferzone zwischen Franken, Sachsen, Wikingern und Slawen. Aufgrund der durch das auf- und ablaufende Wasser der Tide unterstützten Fährpassage war dies in einer Zeit, in der Wasserwege die wichtigsten Verkehrsadern darstellten, bis zum Bau der Elbbrücken in Hamburg eine der Hauptquerungen der Niederelbe.
Die Burg umfasste eine Fläche von etwa einem Hektar und war von einem über 6 m hohen Erdringwall umgeben, dem wiederum ein Graben vorgelagert war. Im Jahr 817 hielt die Burg einem Angriff der Dänen und Abodriten stand; die Angreifer zogen nach erfolgloser Belagerung wieder ab.

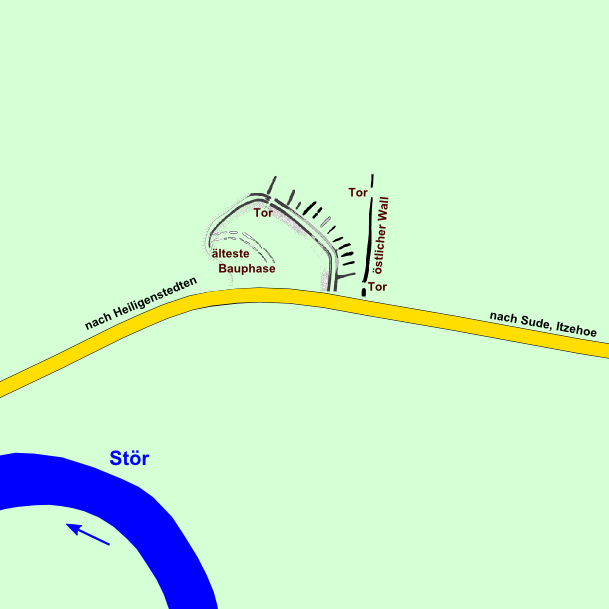
Burg im Mittelalter
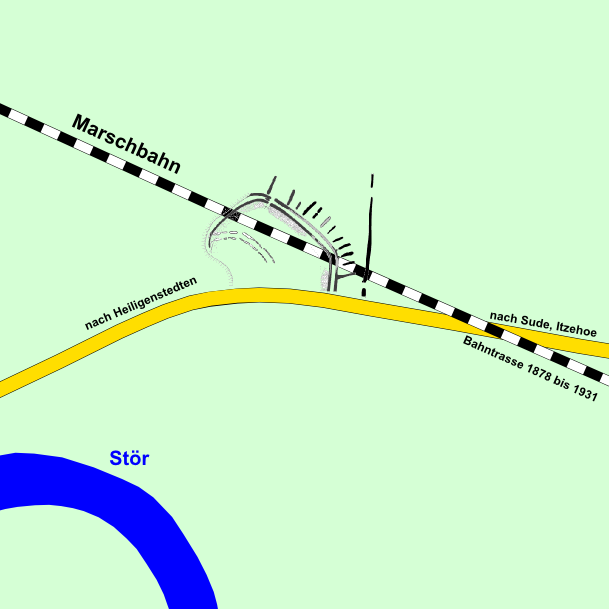
Situation um 1900
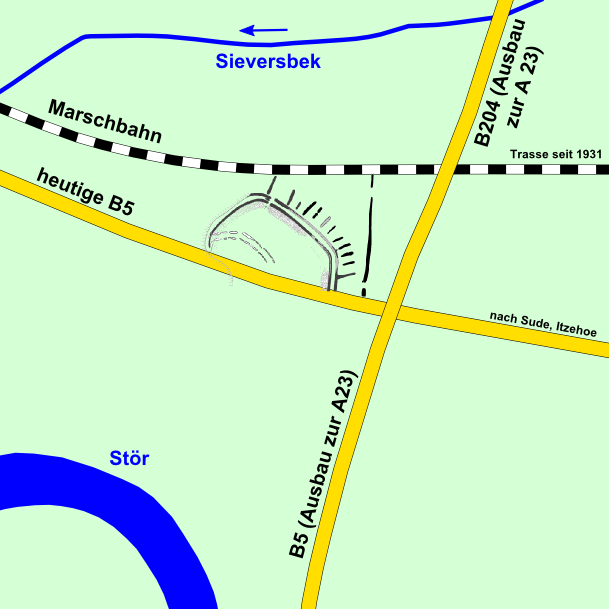
Situation um 2000

## Ausgrabungen
Das karolingische Kastell ist im 19. und 20. Jahrhundert Sand- und Kiesabgrabungen, dem Bau der (später geringfügig verlegten) Trasse der Marschbahn und dem Straßenbau zum Opfer gefallen; erkennbar sind nur noch einige Grabenreste.
Wissenschaftliche Erkenntnisse wurden erst im 20. Jahrhundert gesammelt: Erste Sondierungen fanden in den 1920er Jahren durch Hermann Hofmeister und 1952 durch Herbert Jankuhn statt. Auf Veranlassung Jankuhns wurden 1958 und 1959 von Konrad Weidemann Suchgruben angelegt. 1974 folgten Ergänzungsgrabungen des Archäologischen Landesamtes Schleswig-Holstein. Von 1977 bis 1983 fanden dann weitere Grabungen durch Gottfried Schäfer (bis 1979) und Hans-Joachim Kühn statt.